# 杜金卿
杜金卿（1958年1月—），河北黄骅人，中华人民共和国政治人物。

## 生平
1995年1月至1997年12月，担任青龙满族自治县委书记。1997年12月至2001年7月，任中共秦皇岛市委常委、宣传部部长。2001年7月至2003年12月，任中共承德市委副书记。2003年12月至2008年3月，担任河北省新闻出版局局长、党组书记，省版权局局长。2008年3月至2009年12月，任河北出版集团（河北省出版总社）管委会主任（社长）、党委书记；2009年12月至2010年3月，任河北出版传媒集团（河北省出版总社）党委书记；2010年3月至2012年11月，任河北出版传媒集团（河北省出版总社）董事长、总经理（社长）、党委书记；2012年11月至2017年11月，担任河北出版传媒集团董事长、党委书记。2018年1月5日，涉嫌严重违纪，接受组织审查。